# Stallion Springs
Stallion Springs, es un lugar designado por el censo ubicado en el condado de Kern en el estado estadounidense de California. En el año 2000 tenía una población de 1,522 habitantes y una densidad poblacional de 35.6 personas por km².

## Geografía
Stallion Springs se encuentra ubicado en las coordenadas 35°5′20″N 118°38′33″O / 35.08889, -118.64250. Según la Oficina del Censo, la localidad tiene un área total de 42,7 km² (16,5 mi²), de la cual 42,6 km² (16,4 mi²) es tierra y 0,1 km² (0 mi²) (0.12%) es agua.

## Demografía
Según la Oficina del Censo en 2000 los ingresos medios por hogar en la localidad eran de $51,029, y los ingresos medios por familia eran $53,958. Los hombres tenían unos ingresos medios de $53,162 frente a los $37,708 para las mujeres. La renta per cápita para la localidad era de $18,592. Alrededor del 5.3% de la población estaban por debajo del umbral de pobreza.